# 밀리라디안
밀리라디안(milliradian, 기호: mrad) 또는 밀(Mil)은 주로 군사관련으로 사용되는 각도(평면각)의 단위로, 1 밀리라디안은 1/1000 라디안이다.
밀이라는 명칭도 밀리(Milli)에서 유래한 것이다. 이 정의에 의하면 1밀은(360/2000파이)약 0.0573도고 원주는 6283밀이 된다.
실제로는 이에 가깝게 원주를 나누기 좋은 값으로 분할한 각도를 1밀로 친다.
북대서양 조약기구(NATO)에서는 나누기 좋은 값으로서 원주를 6400등분한 각도(약 0.056도)로 정의하고 있다. 이것은 대체로 1km앞에 있는 1m폭의 물체를 볼 때의 고각이다. 구 소련에서는 6000분의 1, 스웨덴에서는 6300분의 1로 값을 잡았다. 예전의 일본에서는 이 단위를 密位로 차자하였다. 
대개의 군사용 나침반이나 망원경에서는 밀 눈금이 새겨져 있다. 삼각비를 이용한 다음과 같은 공식에서 측정한 대상의 밀각도로 대상까지의 거리를 단위로 계산할 수 있다. (예상값이 작으므로 tanθ=θ로 본다.)
대상물체의 실제 폭 또는 높이(m)/대상물체까지의 거리(km)=대상의 밀각도
이를테면 인간이나 전차의 크기는 어느 정도 정해져있기 때문에 그것이 어느 정도의 밀각으로 보이느냐에 따라 그곳까의 거리를 알 수 있다.
이와는 별도로 1000 야드의 거리에 대하여 1야드의 높이인 각도를 1밀로 하는 정의도 있으며 보병 밀이라고 부른다. 보병 밀에 대하여 1밀라디안에서 유래한 밀은 포병 밀이라고 부른다. 
기타 밀의 명칭으로는 퍼밀(‰)에 쓰이는 경우도 있다. "반경에 대한 호의 길이의 비"라는 라디안 본래의 의미를 거꾸로 보면 퍼밀의 의미와도 부합하며 보병 밀과 구배에서의 퍼밀은 같은 것이다.

## 같이 보기
- 각도
- 라디안
- 인치 - 1000분의 1인치를 나타내는 "mil"이라는 단위. 길이의 밀과 구별하기 위해 각도의 밀을 영어에서는 angular mil이라고 부른다.

## 참고 문헌
- 모리 모토사다,《신 용병메뉴얼 완전판》, 나미키쇼보, 1997년, ISBN 4-89063-081-3